# Prix Victor-Rossel
De Prix Victor-Rossel is de belangrijkste jaarlijkse literatuurprijs in Franstalig België.
Aan de prijs is een bedrag van 5000 euro verbonden.

## Geschiedenis
De Prix Victor-Rossel werd in 1938 in het leven geroepen door de krant Le Soir, om de kwaliteit van de Belgische Franstalige fictie te verhogen. De prijs werd naar de zoon van de oprichter van Le Soir genoemd.
Vanwege de Tweede Wereldoorlog werd de Prix Victor-Rossel tussen 1940 en 1945 niet uitgereikt.
Tussen 2001 en 2011 werd een prijs voor jeugdliteratuur uitgereikt.
Een in 2008 door Jean Dufaux opgestarte prijs voor stripverhalen, de Prix Diagonale, wordt sinds 2019 door de Le Soir uitgereikt en heet sedertdien de Prix Victor-Rossel de la bande dessinée.

## Winnaars

### Prix Victor-Rossel
- 1938 – Marguerite Guyaux, Bollèche
- 1939 – Madeleine Ley, Le Grand feu
- 1946 – Max Defleur, Le Ranchaud
- 1947 – Maurice Carême, Contes pour Caprine
- 1948 – Nelly Kristink, Le Renard à l'anneau d'or
- 1949 – Jean Welle, Le Bonheur est pour demain...
- 1950 – André Villers, La griffe du léopard
- 1951 – Daniel Gillès, Mort la douce
- 1952 – Albert Ayguesparse, Notre ombre nous précède
- 1953 – Paul-Aloïse De Bock, Terres basses
- 1954 – Jacqueline de Boulle, Le Desperado
- 1955 – Lucien Marchal, La Chute du grand Chimu
- 1956 – Stanislas d'Otremont, L'Amour déraisonnable
- 1957 – Edmond Kinds, Les Ornières de l'été
- 1958 – Stéphane Jourat, Entends, ma chère, entends
- 1959 – Jacqueline Harpman, Brève Arcadie
- 1960 – Victor Misrahi, Les Routes du Nord
- 1961 – David Scheinert, Le Flamand aux longues oreilles
- 1962 – Maud Frère, Les Jumeaux millénaires
- 1963 – Charles Bertin, Le Bel âge
- 1964 – Louis Dubrau, À la poursuite de Sandra
- 1965 – Jacques Henrard, L'Écluse de novembre
- 1966 – Eugénie De Keyser, La Surface de l'eau
- 1967 – Marie Denis, L'Odeur du père
- 1968 – Charles Paron, Les Vagues peuvent mourir
- 1969 – Franz Weyergans, L'Opération
- 1970 – Pierre Mertens, L'Inde ou l'Amérique
- 1971 – Renée Brock, L'Étranger intime
- 1972 – Irène Stecyk, Une Petite femme aux yeux bleus
- 1973 – Georges Thinès, Le Tramway des officiers
- 1974 – André-Marcel Adamek, Le Fusil à pétales
- 1975 – Sophie Deroisin, Les Dames
- 1976 – Gabriel Deblander, L'Oiseau sous la chemise
- 1977 – Vera Feyder, La Derelitta
- 1978 – Gaston Compère, Portrait d'un roi dépossédé
- 1979 – Jean Muno, Histoires singulières
- 1980 – Jacques Crickillon, Supra-Coronada
- 1981 – François Weyergans, Macaire le Copte
- 1982 – Raymond Ceuppens, L'Été pourri
- 1983 – Guy Vaes, L'Envers
- 1984 – Jean-Pierre Hubin, En lisière
- 1985 – Thierry Haumont, Le Conservateur des ombres

- 1986 – Jean-Claude Pirotte, Un Été dans la combe
- 1987 – René Swennen, Les Trois frères
- 1988 – Michel Lambert, Une Vie d'oiseau
- 1989 – Jean Claude Bologne, La Faute des femmes
- 1990 – Philippe Blasband, De cendres et de fumées
- 1991 – Anne François, Nu-Tête
- 1992 – Jean-Luc Outers, Corps de métier
- 1993 – Nicole Malinconi, Nous deux
- 1994 – Bosquet de Thoran, La Petite Place à côté du théâtre
- 1995 – Patrick Roegiers, Hémisphère nord
- 1996 – Caroline Lamarche, Le Jour du chien
- 1997 – Henry Bauchau, Antigone
 & Jean-Philippe Toussaint, La Télévision
- 1998 – François Emmanuel, La Passion Savinsen
- 1999 – Daniel De Bruycker, Silex. La tombe du chasseur
- 2000 – Laurent de Graeve, Le Mauvais Genre
- 2001 – Thomas Gunzig, Mort d'un parfait bilingue
- 2002 – Xavier Deutsch, La Belle Étoile
- 2003 – Ariane Le Fort, Beau-fils
- 2004 – Isabelle Spaak, Ça ne se fait pas
- 2005 – Patrick Delperdange, Chants des gorges
- 2006 – Guy Goffette, Une enfance lingère
- 2007 – Diane Meur, Les Vivants et les Ombres
- 2008 – Bernard Quiriny, Contes carnivores
- 2009 – Serge Delaive, Argentine
- 2010 – Caroline De Mulder, Ego Tango
- 2011 – Geneviève Damas, Si tu passes la rivière
- 2012 – Patrick Declerck, Démons me turlupinant
- 2013 - Alain Berenboom, Monsieur Optimiste
- 2014 - Hedwige Jeanmart, Blanès
- 2015 - Eugène Savitzkaya, Fraudeur
- 2016 - Hubert Antoine, Danse de la vie brève
- 2017 – Laurent Demoulin Robinson
- 2018 – Adeline Dieudonné, La Vraie Vie
- 2019 – Vinciane Moeschler, Trois incendies
- 2020 – Catherine Barreau, La Confiture de morts
- 2021 – Philippe Marczewski, Un corps tropical
- 2022 – Stéphane Lambert, L'Apocalypse heureuse
- 2023 – Antoine Wauters, Le Plus Court Chemin
- 2024 – Velibor Čolić, Guerre et pluie

### Prix Victor-Rossel des jeunes
- 2001 – Vincent Engel, Retour à Montechiarro
- 2002 – Armel Job, Helena Vannek
- 2003 – Alain van Crugten, Korsakoff
- 2004 – Élisa Brune et Edgard Gunzig, Relations d'incertitude
- 2005 – Patrick Delperdange, Chants des gorges
- 2006 – Grégoire Polet, Excusez les fautes du copiste
- 2007 – Diane Meur, Les Vivants et les ombres
- 2008 – Jean-Luc Outers, Voyage de Luca
- 2009 – Nicolas Ancion, L'Homme qui valait 35 milliards[3]
- 2010 – Chantal Deltenre, La Maison de l’âme
- 2011 – Lydia Flem, La Reine Alice

### Prix Victor-Rossel de la bande dessinée
- 2019 – Mathieu Burniat en Loup Michiels, Trap
- 2020 – Zabus en Hippolyte, Incroyable!
- 2021 – Alix Garin, Ne m'oublie pas
- 2022 – Joris Mertens, Nettoyage à sec
- 2023 – Jean Cremers, Vague de froid
- 2024 – Romain Renard, Revoir Comanche

## Trivia
- In 1997 besloot de jury twee winnaars aan te duiden, Henry Bauchau met Antigone en Jean-Philippe Toussaint met La Télévision
- In 2005 wint Patrick Delperdange zowel de gewone als de jeugdversie van de prijs voor Chants de gorges.
- In 2007 doet Diane Meur dit over en wint eveneens beide prijzen voor eenzelfde werk, namelijk Les Vivants et les ombres.